# Російське громадянство

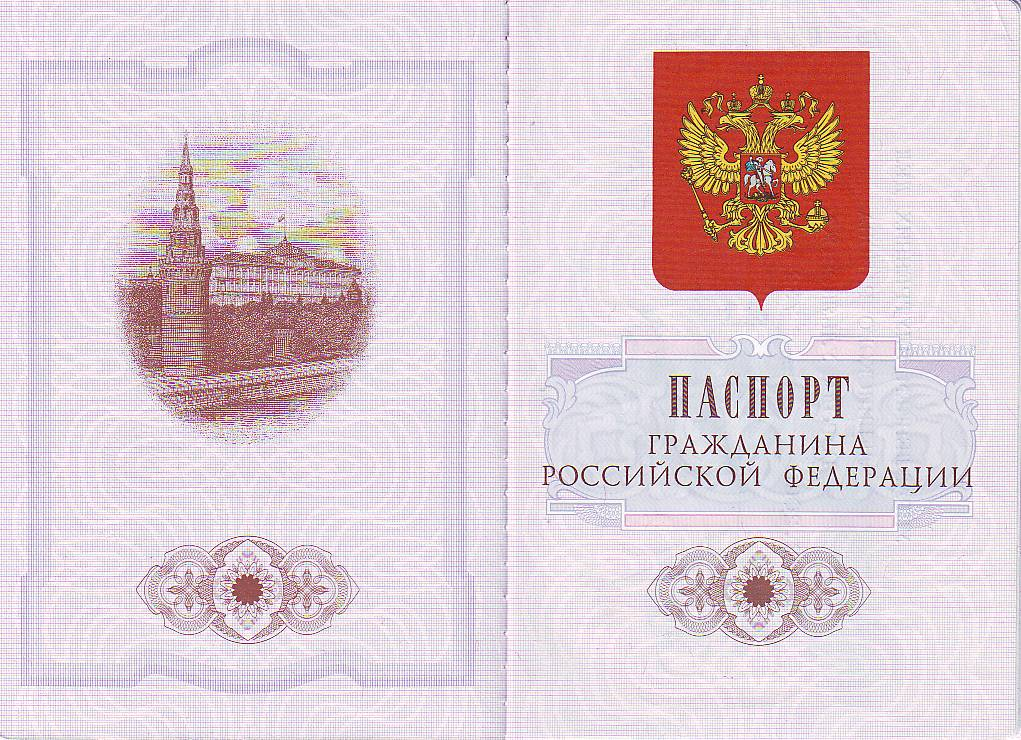
Паспорт громадянина Російської Федерації — один з основних документів, що засвідчують особу громадянина Росії

Громадянство Російської Федерації — стійкий правовий зв'язок особи з Російською Федерацією, що виражається в сукупності їхніх взаємних прав та обов'язків.
Гражданами Росії, тобто фізичними особами, що володіють громадянством Російської Федерації, за чинним законодавством є:
- особи, які мають громадянство Росії на день набрання чинності Федерального закону «Про громадянство Російської Федерації» 2002 року (тобто на 1 липня 2002 року[1]), і в подальшому не припинили громадянства Росії;
- особи, які набули громадянства Росії відповідно до Федерального закону «Про громадянство Російської Федерації» 2002 року.

## Історія

### ГромадянствоРСФСР
До 1 вересня (14 вересня) 1917 року, дати прийняття Постанови Тимчасового уряду про заснування в Росії республіканської форми правління, в Російській Імперії існував інститут підданства, що закріплював правову нерівність підданих, яка багато в чому склалася в феодальну епоху Середньовіччя.
Піддані Російської імперії до жовтня 1917 року підрозділялися на кілька розрядів з особливим правовим статусом:
- природні піддані, у складі яких, своєю чергою, виокремлювалися:
  1. дворяни (потомствені та особисті);
  2. духовні особи (поділялися за віросповіданнями);
  3. міські обивателі (розбивалися на групи: почесні громадяни, купці, міщани і цехові);
  4. сільські обивателі;
- інородці (східні народи і євреї);

З приналежністю до тієї чи іншої категорії підданих імперське законодавство пов'язувало вельми істотні відмінності в правах і обов'язках. Наприклад, чотири групи природних підданих ділилися на осіб податного і неподатного стану. Особи неподатного стану (дворяни і почесні громадяни) користувалися свободою пересування і отримували безстрокові паспорти для проживання на всій території Російської імперії; особи податного стану (міщани і селяни) такими правами не володіли.
- фінляндські|фінляндські обивателі.

Після Жовтневої революції Рада Народних Комісарів і Всеросійський Центральний Виконавчий Комітет 10 (23) листопада 1917 року ухвалили Декрет «Про знищення станів і цивільних чинів».
Прийнята V Всеросійським з'їздом Рад 10 липня 1918 року Конституція Російської Соціалістичної Федеративної Радянської Республіки віднесла видання загальних постанов про набуття та втрату прав російського громадянства і про права іноземців на території Республіки до предметів ведення Всеросійського з'їзду Рад і ВЦВК (п. «р» ст. 49). За місцевими Радами Конституція закріпила повноваження «без усяких скрутних формальностей» надавати права російського громадянства, «виходячи із солідарності трудящих усіх націй», тим іноземцям, які проживали в Республіці «для трудових занять, належали до робітничого класу або до селянства, що не користується чужою працею» (ст. 20).

### Громадянство СРСР
З утворенням Союзу Радянських Соціалістичних Республік було запроваджено загальносоюзне громадянство СРСР. У главі II Основного Закону (Конституції) СРСР 1924 року «Про суверенні права союзних республік і про союзне громадянство» було встановлено, що для громадян союзних республік встановлюється єдине союзне громадянство.

### Громадянство Російської Федерації
28 листопада 1991 року у зв'язку з розпадом СССР Верховною Радою РРФСР був прийнятий закон «Про громадянство РРФСР», який використовують з моменту опублікування — 6 лютого 1992 року. За фактом, сутність російського громадянства полягає в тому, що Російська Федерація позначила себе правонаступником і правонаступником Російської держави, Російської республіки, Російської Радянської Федеративної Соціалістичної Республіки (РРФСР) та Союзу Радянських Соціалістичних Республік (СРСР); інститут російського громадянства співвіднесено з принципом безперервності (континуїтету) російської державності.